# تيسلا طراز إس
تيسلا طراز إس (بالإنجليزية: Tesla Model S)‏ سيارة كهربائية ذات حجم كامل هاتشباك بأربعة أبواب تنتجها تيسلا موتورز. عرضت لأول مرة للجمهور في عام 2009 في معرض فرانكفورت للسيارات باعتبارها نموذجًا أوليًا، بدأ تصنيع أجزائها في الولايات المتحدة في يونيو 2012. وبدأ استخدامها في أوروبا في أوائل أغسطس عام 2013، وتم تسليمها في أول أماكن في النرويج، سويسرا وهولندا.
وطبقًا لوكالة حماية البيئة الأمريكية (USEPA) يصل مدى الطراز إس المميز المجهزة ببطارية ليثيوم أيون 85 كيلوواط ساعة إلى 265 ميلًا (426 كم)، وتعتبر بذلك السيارة تيسلا طراز إس السيارة الكهربائية مع أكبر المديات المتاحة في السوق. ويصل مدى السيارة المجهزة ببطارية 60 كيلوواط ساعة حتى 208 ميل (335 كم). يصل استهلاك الطاقة 237.5 وات ساعة لكل كيلومتر (38 كيلووات ساعة/100 ميل). السيارة تيسلا كان من المقرر أيضًا الإفراج عن نموذج أصغر ذو بطارية 40 كيلووات ساعة والمتوقع أن يصل مداها حتى 160 ميل (260 كم) لكن الشركة قررت وقف هذا النموذج نظراً لانخفاض الطلب.

## اقرأ أيضا
- تيسلا موديل إكس
- حافلة كهربائية هجينة
- بي واي دي تانغ

## وصلات خارجية
- تقنيات مذهلة في سيارات تسلا من الداخل